# Maria Luise Schulten
Maria Luise Schulten (* 17. Dezember 1950 in Oeding (jetzt Südlohn-Oeding) im westlichen Münsterland) ist eine deutsche Musikpädagogin, Musikwissenschaftlerin  und Hochschullehrerin.

## Leben und Werk
Schulten legte 1973 das Erste Staatsexamen für das Lehramt an Grund- und Hauptschulen an der Universität zu Köln ab und promovierte 1978 dort mit einer empirischen Untersuchung über das Berufsbild von Musiklehrern bei Helga de la Motte-Haber. Sie arbeitete an verschiedenen Schulen als Musik- und Klavierlehrerin sowie als wissenschaftliche Angestellte und Lehrbeauftragte für Musikpsychologie und Musiktheorie an den Universitäten Köln und Wuppertal.
1980 wurde Maria Luise Schulten wissenschaftliche Assistentin bei Günther Noll an den Universitäten Düsseldorf und Köln und habilitierte sich 1988 mit der empirischen Arbeit „Musikpräferenz und  Musikpädagogik. Ein Beitrag zur musikpädagogischen Grundlagenforschung“. Anschließend war sie von 1988 bis 1993 als Hochschuldozentin für Musikpädagogik an der Universität Gießen und von 1993 bis 2000 als Professorin für Musikpädagogik an der Universität Münster tätig. 2000 wurde sie  Professorin für Musikpädagogik an der Universität Siegen. Ihre Forschungsschwerpunkte sind empirische Unterrichtsforschung, musikpsychologische und musiksoziologische Aspekte des Musikunterrichts sowie Evaluationsforschung in der Musikpädagogik. 2014 wurde Marie Luise Schulten emeritiert.
Maria Luise Schulten war auf Bundes- und auf Länderebene Mitglied in diversen Fachgruppen für Musikpädagogik sowie bei der Deutschen Gesellschaft für Musikpsychologie. Derzeit ist sie Mitglied des Wissenschaftlichen Beirates des BMBF-Forschungsprogramms zu Jedem Kind ein Instrument. Dieses musikpädagogische Programm, an dessen wissenschaftlicher Begleitung Schulten von Anfang an maßgeblich beteiligt war, wurde im Schuljahr 2007/08 erstmals im Ruhrgebiet installiert. Zukünftig soll nicht nur Instrumentalunterricht möglich sein, sondern jedem Kind Instrumente, Tanzen, Singen (JeKits) angeboten werden. Inzwischen gibt es das Programm auch in etlichen anderen Bundesländern oder ist in Planung. Schulten ist auch Mitglied des Kuratoriums der Stiftung „Jedem Kind ein Instrument“.

## Schriften (Auswahl)
- Das Berufsbild des Musiklehrers (Beiträge zur systematischen Musikwissenschaft), Gelnhausen 1979
- Musikpräferenz und  Musikpädagogik. Ein Beitrag zur musikpädagogischen Grundlagenforschung. Frankfurt a. M. 1990
- Die Fragestellungen wechseln, die Methode bleibt. Zur Biographie des Semantischen Differentials in der Musikpädagogik. In: Vogt, Jürgen, Rolle, Christian & Heß, Frauke: Musikpädagogik und Heterogenität. Münster 2012, S. 113–123
- zusammen mit Lothwesen, Kai Stefan: Musikpädagogik und Systematische Musikwissenschaft. Beziehungen der Disziplinen aus fach- und forschungshistorischer Perspektive. In: Schläbitz, Norbert (Hg.): Interdisziplinarität als Herausforderung musik-pädagogischer Forschung (= Wissenschaftlichen Beirates des BMBF Forschungsprogramms zu Jedem Kind ein Instrument Musikpädagogische Forschung Bd. 30). Essen 2009, S. 13–30

Herausgeberin: 
- Medien und Musik. Musikalische Sozialisationen 5 - 15jähriger Bd. 1, Münster 1999
- Reihe: Musikvermittlung in Theorie und Praxis. LiT Verlag, Münster